# Julian Lenz
Julian Lenz (ur. 17 lutego 1993 w Gießen) – niemiecki tenisista, zwycięzca juniorskiego US Open 2011 w grze podwójnej.

## Kariera tenisowa
W 2011 roku, startując w parze z Robinem Kernem, zwyciężył w juniorskim turnieju wielkoszlemowym US Open. W finale niemiecka para pokonała duet Maksim Dubarenco-Władisław Manafow 7:5, 6:4.
W karierze zwyciężył w dwóch deblowych turniejach cyklu ATP Challenger Tour. Ponadto wygrał trzy singlowe oraz cztery deblowe turnieje rangi ITF.
W rankingu gry pojedynczej najwyżej był na 227. miejscu (6 stycznia 2020), a w klasyfikacji gry podwójnej na 162. pozycji (21 czerwca 2021).

### Zwycięstwa w turniejach rangi ATP Challenger Tour

#### Gra podwójna
| Końcowy wynik | Nr | Data                | Turniej | Nawierzchnia | Partner       | Przeciwnicy                           | Wynik finału   |
| ------------- | -- | ------------------- | ------- | ------------ | ------------- | ------------------------------------- | -------------- |
| Zwycięzca     | 1. | 23 maja 2021        | Biella  | Ceglana      | Evan King     | Karol Drzewiecki Sergio Martos Gornés | 3:6, 6:3, 11–9 |
| Zwycięzca     | 2. | 2 października 2021 | Lima    | Ceglana      | Gerald Melzer | Nicolás Barrientos Fernando Romboli   | 7:6(4), 7:6(3) |

### Finały juniorskich turniejów wielkoszlemowych

#### Gra podwójna (1–0)
| Końcowy wynik | Nr | Data             | Turniej            | Nawierzchnia | Partner    | Przeciwnicy                        | Wynik finału |
| ------------- | -- | ---------------- | ------------------ | ------------ | ---------- | ---------------------------------- | ------------ |
| Zwycięzca     | 1. | 11 września 2011 | US Open, Nowy Jork | Twarda       | Robin Kern | Maksim Dubarenco Władisław Manafow | 7:5, 6:4     |